# 錢存訓
錢存訓（1910年1月11日—2015年4月9日），生於江蘇泰縣，擁有中華民國與美國國籍，漢學、歷史學及图书馆学學者，專長於中國古文字與書目學。對日抗戰時，錢存訓曾將數萬本珍稀古籍，由日本佔領下的上海，偷運到海外，以保存這批圖書。這些圖書中的一大部份後來都收藏在臺北國立故宮博物院。

## 生平
大學時代，主修圖書館學與中國古代目錄學，1932年，自金陵大學（今南京大學）取得學士學位。之後至中華民國國家圖書館南京分館工作，成為一名圖書館員。
1931年九一八事變後，日本控制中國東北，國民政府將約6萬冊善本書從北京搬到上海分館儲藏避禍。1937年，日軍占領上海，這些善本書被分散藏匿到法租界與英租界中。同年，在日軍即將進攻南京前夕，錢存訓與家人逃亡到上海，在租界生活，於上海分館工作。
因戰爭情勢危急，為了保存這批善本書，錢存訓聯絡上美國國會圖書館，國會圖書館同意接收上海分館善本書，但因為海關被日本人所控制，無法運出。1941年，錢存訓通過任職在海關的友人，偽造通關文件，成功將這批書籍分批運送到美國。12月5日，最後一批圖書離開中國，送往美國，運出的善本書約3萬冊。在運送成功後不久，發生珍珠港事變，日本對美國宣戰，太平洋戰爭爆發。
美國國會圖書館在獲得這批圖書後，將這批圖書翻拍成微縮膠卷，永久保存，提供各國學者前往研究，被認為是漢學寶藏。
在太平洋戰爭結束之後，國民政府在1947年派錢存訓前往美國，準備將這批書運送回中國。但隨著國共內戰爆發，錢存訓無法返國，居留在美國生活，在芝加哥大學圖書館任職。1960年代中期，美國決定將這批圖書交還中華民國，圖書被分批送往台灣，由故宮博物館收藏。
1952年，錢存訓獲得美國芝加哥大學圖書館學碩士學位。1957年，獲得圖書館學和東亞研究的博士學位。在芝加大學圖書館任職期間，錢存訓負責東亞圖書的購買，編目及保存工作，同時也進行教學工作，在他的努力下，芝加哥大學圖書館成為美國最重要的東亞研究重鎮之一。
錢存訓在退休後，將個人藏書捐贈給中國南京大學，2007年，南京大學圖書館之下，成立了錢存訓圖書館，以保存他的捐贈。
2015年在美國芝加哥寓所中過世。

## 家庭
其妻許文錦，兩人生有三女。

## 個人榮譽
1999年，獲中國國家圖書館的終身成就獎。

## 著作
- 書於竹帛(台北市﹕漢美，香港﹕中文大學出版社，上海﹕上海書店)
- 造紙及印刷(中國之科技與文明 第五卷第一分册)